# Noël Vandernotte
Étienne Noël Henri Vandernotte (* 25. Dezember 1923 in Anglet; † 18. Juni 2020 in Saint-Étienne-du-Grès) war ein französischer Steuermann.

## Biografie
Noël Vandernotte nahm im Alter von nur 12 Jahren an den Olympischen Sommerspielen 1936 in Berlin teil. Jedoch ist er nicht der jüngste bekannte Olympionike der Neuzeit. Diesen Rekord hält der Grieche Dimitrios Loundras, der im Alter von 10 Jahren und 218 Tagen an den Spielen 1896 im Turnen teilnahm.
Noël Vandernotte trat als Steuermann im Rudern an. Zu dieser Position kam er durch seinen Vater Fernand Vandernotte und seinen Onkel Marcel Vandernotte, mit denen er im Vierer mit Steuermann startete. Auch im Zweier mit Steuermann fungierte er als Steuermann von Marceau Fourcade und Georges Tapie. In beiden Regatten konnte er am 14. August, im Alter von 12 Jahren und 233 Tagen, jeweils die Bronzemedaille gewinnen.
2008 wurde er mit dem Ordre national du Mérite ausgezeichnet.